# Fredis Refunjol
Fredis Refunjol, né le 19 décembre 1950 à Oranjestad, est un homme politique arubais, gouverneur du pays de 2004 à 2016.
Il a été promu commandeur de l'Ordre d'Orange-Nassau en 2016.